# Ihor Perduta
Ihor Romanovyč Perduta (in ucraino Ігор Романович Пердута?; 15 novembre 1990) è un calciatore ucraino, difensore del Vorskla.

## Caratteristiche tecniche
È un terzino destro.

## Carriera
Il 10 maggio 2012 ha debuttato in Prem"jer-liha disputando con il Vorskla l'incontro pareggiato 2-2 contro il Metalist.